# Žehra
Žehra és un poble i municipi d'Eslovàquia. Es troba a la regió de Košice, a l'est del país.

## Història
La primera referència escrita de la vila data del 1245.

## Demografia
| Godina             | 1994 | 2004    | 2014    | 2024    |
| ------------------ | ---- | ------- | ------- | ------- |
| Nombre de persones | 1265 | 1696    | 2300    | 2767    |
| Diferència         |      | +34,07% | +35,61% | +20,30% |

| Godina             | 2023 | 2024   |
| ------------------ | ---- | ------ |
| Nombre de persones | 2736 | 2767   |
| Diferència         |      | +1,13% |